# Sphecodes pinguiculus
Sphecodes pinguiculus är en biart som beskrevs av Pérez 1903. Sphecodes pinguiculus ingår i släktet blodbin, och familjen vägbin. Inga underarter finns listade i Catalogue of Life.